# Aldo Olschki
Aldo Olschki (Venezia, 1893 – Firenze, 1963) è stato un editore italiano.

## Biografia
Aldo Olschki era l'ultimo figlio di Leo Olschki. Studiò Lettere all'Università di Firenze. Con il fratello Cesare affiancò il padre nella direzione della casa editrice Leo S. Olschki e dal 1928 fino al 1935 diresse la filiale a Roma. Nel 1946 l'azienda paterna veniva divisa e mentre il fratello Cesare prendeva la direzione della libreria antiquaria Aldo si assunse la parte editoriale. Era padre di Marcella. Morì a Firenze il 9 ottobre 1963.